# قلب‌های آهنین
قلب‌هایی از آهن یک بازی ویدئویی استراتژی است که توسط پارادوکس دولوپمنت استودیو توسعه داده شده‌است و توسط فرست استراتژی منتشر شده‌است. بازی در سال ۲۰۰۲ برای مایکروسافت ویندوز منتشر شد.

## گیم پلی
بازی بازیکن را در سال‌های پس از جنگ جهانی دوم قرار می‌دهد. سه اتحاد اصلی در این بازی عبارت است از: متفقین، متحدین و کمینترن‌ها. ملت‌ها در این بازی می‌توانند تلاش خود را برای پیوستن به این اتحادها انجام دهند. بازیکنان همچنین می‌توانند اقتصاد کشور، دولت و نیروهای نظامی خود را کنترل کنند.

## دنباله
به دنبال قلب‌هایی از آهن، قلب‌هایی از آهن ۲ در سال ۲۰۰۵ منتشر شد. ۲ اسپین‌آف برای قلب‌هایی از آهن ۲ ساخته شد که عبارتند از: تاریک‌ترین ساعت:قلب‌هایی از آهن و آرسنال دموکراسی. سومین سری از بازی، قلب‌هایی از آهن ۳ در ۷ اوت ۲۰۰۹ منتشر شد. در ادامه و آخرین سری از بازی در سال ۲۰۱۶ با نام قلب‌هایی از آهن ۴ منتشر شده‌است.

## بازخورد
| گردآورنده | امتیاز |
| --------- | ------ |
| متاکریتیک | 72/100 |

| ناشر                     | امتیاز |
| ------------------------ | ------ |
| یوروگیمر                 | 6/10   |
| گیم‌اسپات                 | 7/10   |
| گیم‌زون                   | 7.5/10 |
| آی‌جی‌ان                   | 8.5/10 |
| پی‌سی گیمر (ایالات متحده) | 90%    |
| پی‌سی زون                 | 85%    |

بازی نقدهای متوسطی از منقدین وبسایت متاکریتیک دریافت کرد.